# Rolf Diercks
Rolf Diercks (* 17. Dezember 1915 in Preetz, Holstein; † 16. Februar 2012) war ein deutscher Agrarwissenschaftler.

## Zeit des Nationalsozialismus
Diercks trat am 1. Mai 1933 der SS (SS-Nummer 80.149) bei. Er besuchte von Ostern 1933 bis Ostern 1936 die NAPOLA Plön, wo er 1936 sein Abitur ablegte. Am 27. Mai 1937 beantragte er die Aufnahme in die NSDAP und wurde rückwirkend zum 1. Mai desselben Jahres aufgenommen (Mitgliedsnummer 5.274.242). Als Abiturient war er für die Offizierslaufbahn geeignet und ab 1. Oktober 1937 besuchte er als SS-Führeranwärter den 5. Friedens-Junker-Lehrgang der SS-Junkerschule Bad Tölz. Unter seinen Kameraden des Lehrgangs waren Gerhard Bremer und Gustav Knittel. Diercks und die anderen Absolventen des Tölzer Lehrganges von 1937/38 wurden am 9. November 1938 in einer feierlichen Zeremonie in München zum SS-Untersturmführer ernannt. Beförderung zum SS-Obersturmführer folgte am 20. April 1940 und er wurde am 9. November 1942 zum SS-Hauptsturmführer befördert.

### Auszeichnungen während der NS-Zeit
- Eisernes Kreuz (1939) II. und I. Klasse
- Deutsches Kreuz in Gold am 24. April 1943 als Adjutant des SS-Panzer-Grenadier-Regimentes „Deutschland“ / SS-Panzer-Grenadier-Division „Das Reich“
- Medaille Winterschlacht im Osten 1941/42

## Werdegang nach dem Krieg
Diercks studierte Landwirtschaft, legte 1950 die Diplomprüfung ab und promovierte 1952 zum Dr. agr. Nach Habilitation 1965 wurde er 1971 zum außerplanmäßigen Professor an der Technischen Universität München ernannt. 1979 trat er in den Ruhestand.
Er war ab 1966 Leiter der Abteilung Pflanzenschutz und ab 1977 Vizepräsident der Bayerischen Landesanstalt für Bodenkultur und Pflanzenbau. 1974 erhielt er die Schultz-Lupitz-Medaille der Deutschen Landwirtschafts-Gesellschaft (DLG) und 1984 die Otto-Appel-Denkmünze der Deutschen Phytomedizinischen Gesellschaft (DPG). 